# سيدي الغندور
سيدي الغندور هي قرية ريفية في إقليم الخميسات ضمن جهة الرباط سلا زمور زعير بالمغرب. بلغ مجموع عدد سكان سيدي الغندور حسب إحصاءات 2004 حوالي 18587 نسمة من بينهم 8 أجانب يعيشون في 3764 أسرة.

## دواوير الجماعة
ايت أحمد يعقوب وتضم دوار ايت الشرقي -ايت العسري -ايت بناصر -ايت يدير
- دوار ايت البقال
- دوار ايت اوسراج
- دوار ايت ايشي-
- دوار ايت بوكرين-
- دوار حمو الصغير-
- دوار جبل الدوم-
- دوار ايت عمو اعلي-
- دوار ايت حمي
- ايت بوزيان-
- ايت مزال-
- ايت إبراهيم
- ايت بنحميدان
وكل هذه الدواوير يطلق عليها قبليين.